# Хочино
Хо́чино (укр. Хочине) — село на Украине, основано в 1545 году, находится в Олевском районе Житомирской области.
Код КОАТУУ — 1824487601. Население по переписи 2001 года составляет 594 человека. Почтовый индекс — 11011. Телефонный код — 4135. Занимает площадь 1,94 км².

## Адрес местного совета
11011, Житомирская область, Олевский р-н, с.Хочино, ул.Маликова, 47